# Tjarnitsa (vattendrag i Belarus, Minsks voblast)
Tjarnitsa (belarusiska: Чарніца) är ett vattendrag i Belarus.   Det ligger i voblasten Minsks voblast, i den centrala delen av landet, 60 km nordost om huvudstaden Minsk.